# 親衛隊軍曹
親衛隊軍曹（しんえいたいぐんそう）とはナチス・ドイツ親衛隊（SS）の階級SS-Scharführer の訳語の一つである。直訳すると親衛隊分隊長と訳される場合がある。ただし1934年以前はSS-Scharführerは親衛隊伍長を指す階級で、SS-Oberscharführer（親衛隊上級分隊指揮官）が親衛隊軍曹に相当する階級であった。
親衛隊伍長（SS-Unterscharführer）の上、親衛隊曹長（SS-Oberscharführer）の下に位置する。
また、Scharführerは親衛隊（SS）に限らず、ナチ党組織に共通する階級呼称であった。たとえば突撃隊（SA）や国家社会主義自動車隊（NSKK）といったナチス党組織にも同様の階級が存在していた。SA-Scharführer（突撃隊軍曹）、あるいは NSKK-Scharführer（国家社会主義自動車隊軍曹）といった具合である。 　

襟章
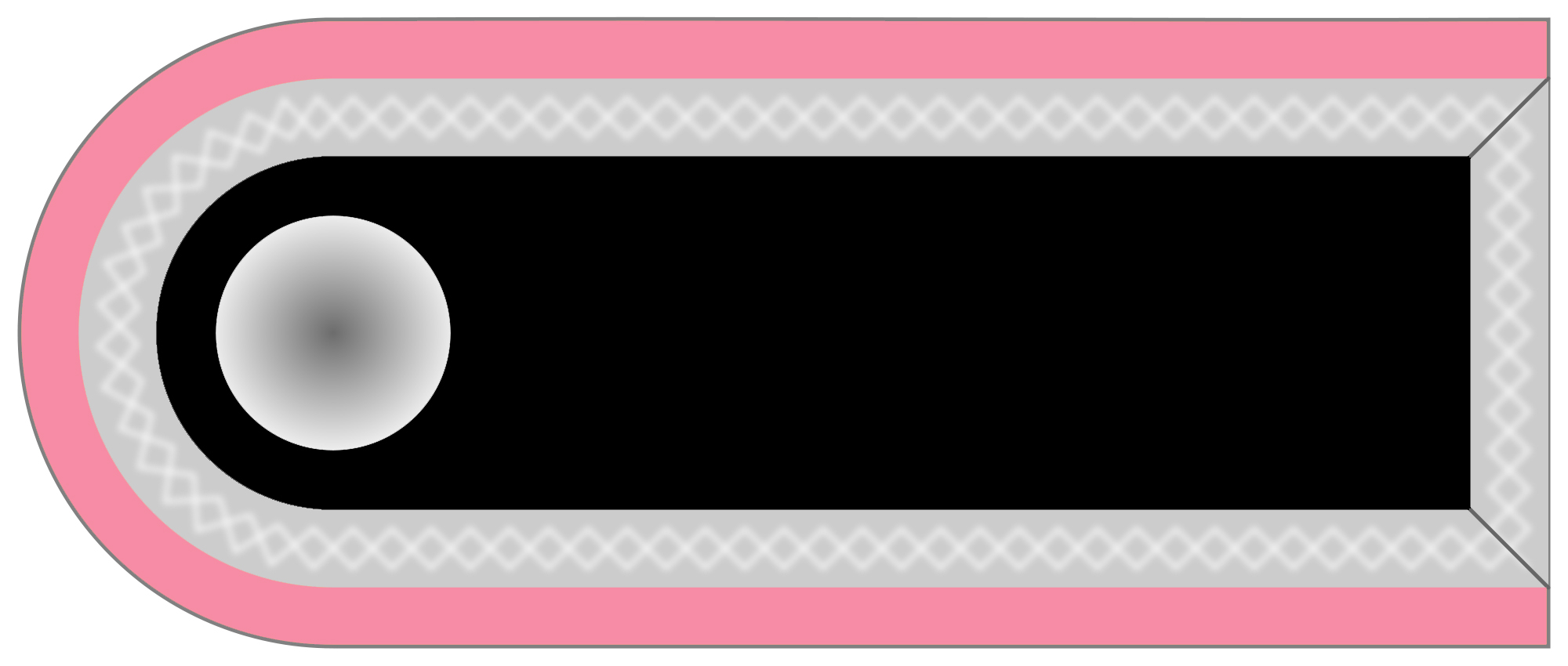
肩章
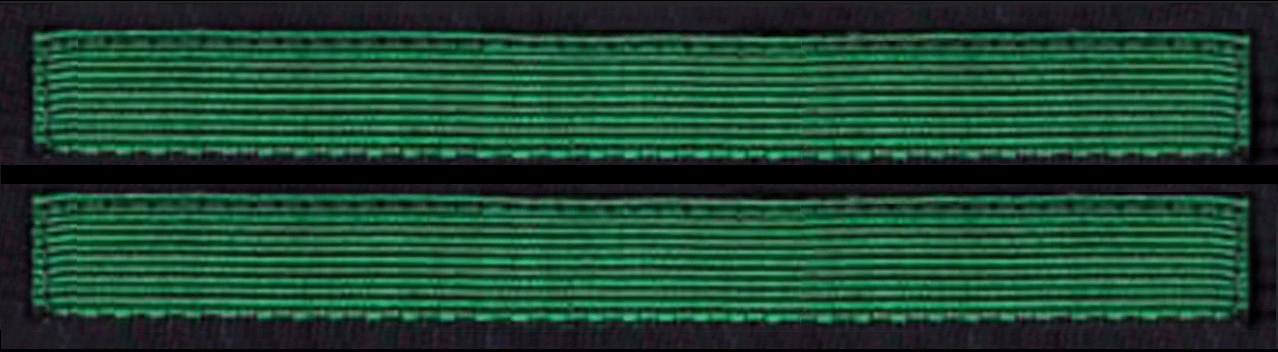
迷彩服の階級章

## 知られている親衛隊軍曹
- ヨゼフ・ヴォルフ（Josef wolf） … ソビボル強制収容所での囚人の脱走の際に殺害される。映画「脱走戦線 ソビボーからの脱出」にも登場。
- ハインリヒ・マテス（Heinrich Matthes） … ソビボルやトレブリンカの看守。